# Оксоплутонат(VII) лития
Оксоплутона́т(VII) ли́тия — неорганическое соединение,
комплексный оксид плутония и лития
с формулой Li5PuO6,
чёрно-зелёные кристаллы,
растворяется в воде,
одно из немногих соединений плутония(VII).

## Получение
- Медленное нагревание смеси оксида лития и диоксида плутония в токе кислорода:

{\displaystyle {\mathsf {10Li_{2}O+4PuO_{2}+3O_{2}\ {\xrightarrow {430^{o}C}}\ 4Li_{5}PuO_{6}}}}

## Физические свойства
Оксоплутонат(VII) лития образует чёрно-зелёные кристаллы.
Растворяется в воде, с образованием раствора зелёного цвета.